# Segnaletica stradale in Brasile
La segnaletica stradale in Brasile è regolata dal Codice della Strada Brasiliano e dalla legislazione ad esso complementare; in particolare la segnaletica si suddivide in segnaletica verticale (a sua volta divisa in segnaletica di prescrizione, pericolo e indicazione), segnaletica orizzontale, segnaletica semaforica, dispositivi ausiliari e segnali manuali.
La segnaletica stradale in Brasile è influenzata sia dalla convenzione di Vienna sulla segnaletica stradale sia dalla segnaletica statunitense.

## Segnaletica di prescrizione
La segnaletica di prescrizione ha il compito di informare gli utenti della strada a riguardo delle proibizioni, degli obblighi o delle restrizioni che sono in vigore. Come regola generale i segnali di prescrizione che esprimono un obbligo od una restrizione sono di forma circolare con sfondo bianco e bordo rosso mentre quelli che esprimono un divieto hanno in più una barra diagonale di colore rosso; da questo schema si discostano i segnale di "Stop" (che ha la forma di un ottagono rosso con un bordino bianco e la scritta "PARE" in caratteri bianchi) e il segnale di "Dare precedenza" (che ha la forma di un triangolo equilatero di con bordo rosso, sfondo bianco e con una punta rivolta verso il basso).
| Segnale brasiliano | Significato                                                           | Spiegazione |
| ------------------ | --------------------------------------------------------------------- | --- |
|                    | Stop                                                                  | Prescrive l'obbligo di arrestarsi in ogni caso in corrispondenza della striscia trasversale di arresto ad un incrocio e di dare la precedenza. |
|                    | Dare precedenza                                                       | Prescrive di dare la precedenza all'incrocio. |
|                    | Senso vietato                                                         | Vieta ai veicoli di entrare in una strada accessibile invece in un altro senso. |
|                    | Divieto di svolta a sinistra                                          | Vieta di svoltare a sinistra al prossimo incrocio. |
|                    | Divieto di svolta a destra                                            | Vieta di svoltare a destra al prossimo incrocio. |
|                    | Divieto di inversione a sinistra                                      | Vieta di effettuare un'inversione di marcia a sinistra. |
|                    | Divieto di inversione a destra                                        | Vieta di effettuare un'inversione di marcia a destra. |
|                    | Divieto di parcheggio                                                 | Vieta il parcheggio sul lato della strada in cui è posto il segnale. Salvo indicazioni contrarie contenute in un pannello integrativo, il segnale è valido per tutto l'arco della giornata ed inoltre il divieto di parcheggio si applica ai tratti di strada sia prima che dopo il segnale.                           |
|                    | Parcheggio regolamentato                                              | Indica ai conducenti che è permessa la sosta dei veicoli. Salvo indicazione contrarie contenute in un pannello integrativo, l'autorizzazione a parcheggiare è concessa nei tratti di strada sia prima che dopo il segnale.                                                                                             |
|                    | Divieto di parcheggio e di fermata                                    | Vieta il parcheggio e la fermata sul lato della strada in cui è posto il segnale. Salvo indicazioni contrarie contenute in un pannello integrativo, il segnale è valido per tutto l'arco della giornata ed inoltre il divieto di parcheggio e di fermata si applica ai tratti di strada sia prima che dopo il segnale. |
|                    | Divieto di sorpasso                                                   | Vieta ai conducenti di veicoli di compiere manovre di sorpasso che comportino l'invasione delle corsie destinate all'altro senso di marcia. |
|                    | Divieto di cambiare corsia di marcia da sinistra a destra             | Vieta ai veicoli di spostarsi da sinistra nella corsia di marcia parallela a quella che si sta percorrendo e situata alla propria destra. |
|                    | Divieto di cambiare corsia di marcia da destra a sinistra             | Vieta ai veicoli di spostarsi da destra nella corsia di marcia parallela a quella che si sta percorrendo e situata alla propria sinistra. |
|                    | Divieto di transito agli autocarri                                    | Vieta il transito agli autocarri nel tratto di strada successivo al segnale. |
|                    | Divieto di transito agli autoveicoli                                  | Vieta il transito agli autoveicoli nel tratto di strada successivo al segnale. |
|                    | Divieto di transito ai veicoli a trazione animale                     | Vieta il transito ai veicoli a trazione animale nel tratto di strada successivo al segnale. |
|                    | Divieto di transito alle biciclette                                   | Vieta il transito alle biciclette nel tratto di strada successivo al segnale. |
|                    | Divieto di transito ai trattori e ai mezzi d'opera                    | Vieta il transito ai trattori e ai mezzi d'opera nel tratto di strada successivo al segnale. |
|                    | Peso lordo totale consentito                                          | Vieta il transito di veicoli aventi massa effettiva superiore a quella indicata nel tratto di strada successivo al segnale. |
|                    | Altezza massima consentita                                            | Vieta il transito di veicoli aventi altezza superiore a quella indicata nel tratto di strada successivo al segnale. |
|                    | Larghezza massima consentita                                          | Vieta il transito di veicoli aventi larghezza superiore a quella indicata nel tratto di strada successivo al segnale. |
|                    | Peso massimo consentito per asse                                      | Vieta il transito di veicoli aventi massa per asse superiore a quella indicata nel tratto di strada successivo al segnale. |
|                    | Lunghezza massima consentita                                          | Vieta il transito di veicoli aventi lunghezza superiore a quella indicata nel tratto di strada successivo al segnale. |
|                    | Velocità massima consentita                                           | Indica la velocità massima in chilometri orari alla quale i veicoli possono procedere immediatamente dopo il segnale. |
|                    | Divieto di segnalazioni acustiche                                     | Vieta di effettuare qualunque tipo di segnalazione acustica nel tratto di strada successivo al segnale. |
|                    | Dogana                                                                | Segnala la presenza di un posto di dogana dove è obbligatorio fermarsi; per una maggiore comprensione il segnale è spesso accompagnato da un pannello complementare esplicativo riportante la scritta "Alfândega". |
|                    | Uso delle catene obbligatorio                                         | Obbliga ad utilizzare la catene da neve nel tratto di strada successivo al segnale; per una maggiore comprensione il segnale è spesso accompagnato da un pannello complementare esplicativo riportante la scritta "Uso obrigatório de Corrente"                                                                        |
|                    | Tenersi a destra                                                      | Obbliga i veicoli a tenersi sul lato destro della strada, lasciando sgombra la parte sinistra; generalmente è utilizzato nelle situazioni che comportano un cambio nel numero di corsie della strada. |
|                    | Senso di circolazione di una strada                                   | Indica che una strada è a senso unico di circolazione nella direzione indicata dalla freccia. |
|                    | Passaggio obbligatorio                                                | Prescrive di superare un ostacolo dal lato indicato dalla freccia. |
|                    | Svoltare a sinistra                                                   | Indica che la sola direzione consentita al conducente è quella di andare a sinistra. |
|                    | Svoltare a destra                                                     | Indica che la sola direzione consentita al conducente è quella di andare a destra. |
|                    | Procedere dritto o svoltare a sinistra                                | Direzioni consentite dritto ed a sinistra. |
|                    | Procedere dritto o svoltare a destra                                  | Direzioni consentite a dritto ed a destra. |
|                    | Procedere dritto                                                      | Indica che la sola direzione consentita al conducente è quella di andare dritto. |
|                    | Autobus, autocarri e veicoli di grandi dimensioni si tengano a destra | Obbliga gli autobus, gli autocarri e gli altri veicoli di grandi dimensioni a rimanere nella corsia di destra. |
|                    | Doppio senso di circolazione                                          | Indica che una strada a senso unico diventa a doppio senso di circolazione. |
|                    | Divieto di transito ai pedoni                                         | Vieta il transito dei pedoni nel tratto di strada successivo al segnale. |
|                    | Pedoni, camminare a sinistra                                          | Indica che i pedoni devono circolare obbligatoriamente sul lato sinistro della strada o della corsia a cui fa riferimento il segnale. |
|                    | Pedoni, camminare a destra                                            | Indica che i pedoni devono circolare obbligatoriamente sul lato destro della strada o della corsia a cui fa riferimento il segnale. |
|                    | Circolazione esclusiva di autobus                                     | Indica che una strada (o una corsia) è riservata alla circolazione dei soli autobus; al fine di una maggiore comprensione del significato spesso il segnale è integrato da pannelli complementari che riportano le scritte "CIRCULAÇÃO EXCLUSIVA DE ÔNIBUS" o "SÓ ÔNIBUS".                                             |
|                    | Circolazione rotatoria                                                | Indica ai conducenti l'obbligo di circolare nel verso antiorario indicato dalle frecce attorno all'area di rotazione. È posto subito prima di una piazza dove si svolge circolazione rotatoria. |
|                    | Circolazione esclusiva di biciclette                                  | Indica che una strada (o una corsia) è riservata alla circolazione delle sole biciclette. |
|                    | Ciclisti, circolare a sinistra                                        | Indica che i ciclisti devono circolare obbligatoriamente sul lato sinistro della strada o della corsia a cui fa riferimento il segnale. |
|                    | Ciclisti, circolare a destra                                          | Indica che i ciclisti devono circolare obbligatoriamente sul lato destro della strada o della corsia a cui fa riferimento il segnale. |
|                    | Ciclisti a sinistra, pedoni a destra                                  | Indica un itinerario costituito da una pista ciclabile a sinistra e da un marciapiede a destra. |
|                    | Pedoni a sinistra, ciclisti a destra                                  | Indica un itinerario costituito da un marciapiede a sinistra e da una pista ciclabile a destra. |
|                    | Divieto di transito a motociclette, scooter e ciclomotori             | Vieta il transito di motociclette, scooter e ciclomotori nel tratto di strada successivo al segnale. |
|                    | Divieto di transito agli autobus                                      | Vieta il transito degli autobus nel tratto di strada successivo al segnale. |
|                    | Circolazione esclusiva di autocarri                                   | Indica che una strada (o una corsia) è riservata alla circolazione dei soli autocarri. |
|                    | Divieto di transito ai carri a mano                                   | Vieta il transito dei pedoni nel tratto di strada successivo al segnale. |

## Segnaletica di pericolo
La segnaletica di pericolo ha il compito di informare gli utenti della strada a riguardo di situazioni di pericolo che non sarebbero altrimenti percepibili con facilità. Salvo alcune eccezioni i segnali di pericolo utilizzati in Brasile hanno la forma di un quadrato con una diagonale verticale; il quadrato è dotato di un sottile bordo nero mentre lo sfondo è di colore giallo (o arancione nel caso di segnali utilizzati in corrispondenza di cantieri).
| Segnale brasiliano | Significato                                                              | Spiegazione |
| ------------------ | ------------------------------------------------------------------------ | --- |
|                    | Curva stretta a sinistra                                                 | Presegnala una curva stretta a sinistra. |
|                    | Curva stretta a destra                                                   | Presegnala una curva stretta a destra. |
|                    | Curva a sinistra                                                         | Presegnala una curva a sinistra. |
|                    | Curva a destra                                                           | Presegnala una curva a destra. |
|                    | Strada tortuosa a sinistra                                               | Presegnala una serie di tre o più curve a distanza ravvicinata; la prima curva è a sinistra. |
|                    | Strada tortuosa a destra                                                 | Presegnala una serie di tre o più curve a distanza ravvicinata; la prima curva è a destra. |
|                    | Curva stretta a S a sinistra                                             | Presegnala una serie di due curve strette (ovvero una curva stretta a S) a sinistra. |
|                    | Curva stretta a S a destra                                               | Presegnala una serie di due curve strette (ovvero una curva stretta a S) a destra. |
|                    | Curva a S a sinistra                                                     | Presegnala una serie di due curve (ovvero una curva a S) a destra. |
|                    | Curva a S a destra                                                       | Presegnala una serie di due curve (ovvero una curva a S) a sinistra. |
|                    | Incrocio                                                                 | Presegnala un incrocio tra due strade. |
|                    | Intersezione a sinistra                                                  | Presegnala un'intersezione con un'altra strada situata su lato sinistro della strada che si sta percorrendo. |
|                    | Intersezione a destra                                                    | Presegnala un'intersezione con un'altra strada situata su lato destro della strada che si sta percorrendo. |
|                    | Intersezione a T                                                         | Presegnala un'intersezione a forma di T. |
|                    | Biforcazione a Y                                                         | Presegnala una biforcazione a forma di Y della strada che si sta percorrendo. |
|                    | Intersezione a sinistra in direzione obliqua                             | Presegnala un'intersezione in direzione obliqua con un'altra strada situata su lato sinistro della strada che si sta percorrendo. |
|                    | Intersezione a destra in direzione obliqua                               | Presegnala un'intersezione in direzione obliqua con un'altra strada situata su lato destro della strada che si sta percorrendo. |
|                    | Intersezioni a distanza ravvicinata da lati opposti, la prima a sinistra | Presegnala due intersezioni ravvicinate con strade laterali di cui la prima è situata a sinistra della strada che si sta percorrendo mentre la seconda è situata a destra.                                                                           |
|                    | Intersezioni a distanza ravvicinata da lati opposti, la prima a destra   | Presegnala due intersezioni ravvicinate con strade laterali di cui la prima è situata a destra della strada che si sta percorrendo mentre la seconda è situata a sinistra.                                                                           |
|                    | Rotatoria                                                                | resegnala un incrocio in cui vige la circolazione rotatoria. |
|                    | Confluenza a sinistra                                                    | Presegnala una confluenza sul lato sinistro della strada che si sta percorrendo. |
|                    | Confluenza a destra                                                      | Presegnala una confluenza sul lato destro della strada che si sta percorrendo. |
|                    | Preavviso di semaforo                                                    | Presegnala un impianto semaforico. |
|                    | Preavviso di obbligo di arresto                                          | Presegnala che bisognerà obbligatoriamente arrestare il veicolo (ad esempio ad un segnale di "Stop"). |
|                    | Tram                                                                     | Presegnala un incrocio con una linea tranviaria. |
|                    | Superficie irregolare                                                    | Presegnala un tratto di strada in cattivo stato o con pavimentazione irregolare. |
|                    | Dosso                                                                    | Presegnala un dosso rallentatore di velocità. |
|                    | Depressione                                                              | Presegnala una depressione sulla strada. |
|                    | Discesa ripida                                                           | Presegnala un tratto di strada in discesa secondo il senso di marcia. |
|                    | Salita ripida                                                            | Presegnala un tratto di strada in forte salita secondo il senso di marcia. |
|                    | Strettoia al centro                                                      | Presegnala un restringimento della strada su entrambi i lati. |
|                    | Strettoia a sinistra                                                     | Presegnala un restringimento della strada sul lato sinistro. |
|                    | Strettoria a destra                                                      | Presegnala un restringimento della strada sul lato destro. |
|                    | Allargamento della strada a sinistra                                     | Presegnala un allargamento della strada su lato sinistro. |
|                    | Allargmento della strada a destra                                        | Presegnala un allargamento della strada su lato destro. |
|                    | Ponte stretto                                                            | Presegnala una strettoia situata in corrispondenza di un ponte. |
|                    | Ponte mobile                                                             | Presegnala un ponte mobile o comunque manovrabile. |
|                    | Cantiere                                                                 | Presegnala un cantiere stradale. |
|                    | Strada a doppio senso di circolazione                                    | Presegnala che una strada a senso unico diventa a doppio senso di circolazione. |
|                    | Senso unico                                                              | Indica ai conducenti che la strada in cui si immettono è a senso unico; questo segnale è impiegato come delineatore di margine. |
|                    | Senso doppio                                                             | Indica ai conducenti che la strada in cui si immettono è a doppio senso di circolazione; questo segnale è impiegato come delineatore di margine. |
|                    | Frane                                                                    | Presegnala il pericolo di caduta massi dalla parete rocciosa soprastante con possibile presenza di pietre sulla carreggiata. |
|                    | Strada sdrucciolevole                                                    | Presegnala un tratto di strada che in particolari condizioni climatiche od ambientali può diventare sdrucciolevole. |
|                    | Proiezione di ghiaia                                                     | Presegnala la presenza di pietrisco, di materiale minuto o granaglia che può essere proiettato a distanza o scagliato in aria dai veicoli in transito.                                                                                               |
|                    | Transito di ciclisti                                                     | Presegnala la possibilità di trovare ciclisti in transito o in attraversamento. |
|                    | Passaggio ciclabile                                                      | Presegnala un attraversamento ciclabile contraddistinto da appositi segni sulla carreggiata. |
|                    | Transito promiscuo di pedoni e ciclisti                                  | Segnala un percorso ciclopedonale in cui non vi è separazione tra la parte per i pedoni e quella per i ciclisti (uso promiscuo). |
|                    | Transito di trattori o altre macchine agricole                           | Presegnala la possibilità di trovare trattori o altre tipologia di macchine agricole sulla carreggiata. |
|                    | Transito di pedoni                                                       | Presegnala la possibilità di trovare pedoni in transito sulla strada. |
|                    | Passaggio pedonale                                                       | Presegnala un attraversamento pedonale contraddistinto da appositi segni sulla carreggiata. Se completato da una freccia diagonale diretta verso il basso, il segnale indica l'esatta ubicazione del passaggio pedonale.                             |
|                    | Zona scolastica                                                          | Presegnala un tratto di strada dove vi è la possibilità di incontrare degli scolari. |
|                    | Passaggio segnalto per scolari                                           | Presegnala un attraversamento pedonale utilizzato prevalentemente da scolari e contraddistinto da appositi segni sulla carreggiata. |
|                    | Bambini                                                                  | Presegnala luoghi dove i bambini trascorrono il tempo libero, i giardini pubblici, i parchi giochi e i campi sportivi. |
|                    | Animali                                                                  | Segnala la possibilità di trovare animali domestici sulla strada. |
|                    | Animali selvatici                                                        | Segnala la possibilità di trovare animali selvatici sulla strada. |
|                    | Altezza limitata                                                         | Presegnala una restrizione al transito per i veicoli aventi altezza superiore a quella indicata nel segnale. |
|                    | Larghezza limitata                                                       | Presegnala una restrizione al transito per i veicoli aventi larghezza superiore a quella indicata nel segnale. |
|                    | Passaggio a livello senza barriere                                       | Presegnala un passaggio a livello con barriere |
|                    | Passaggio a livello con barriere                                         | Presegnala un passaggio a livello senza barriere. |
|                    | Croce di sant'Andrea                                                     | Identifica l'ubicazione di un passaggio a livello; questo segnale è accompagnato da un semaforo o da un segnale di "Stop". Il numero di binari della ferrovia è indicato nel pannello complementare presente al di sotto della croce di sant'Andrea. |
|                    | Inizio di strada a carreggiate separate                                  | Indica l'inizio di un tratto di strada in cui i due sensi di marcia sono separati da uno spartitraffico centrale (anche di piccole dimensioni). |
|                    | Fine di strada a carreggiate separate                                    | Indica la fine di un tratto di strada in cui i due sensi di marcia sono separati da uno spartitraffico centrale (anche di piccole dimensioni). |
|                    | Divisione della strada                                                   | Indica la presenza di uno spartitraffico che può essere superato passando alla sua destra o alla sua sinistra; il segnale può essere posto sia sullo spartitraffico ma anche utilizzato come segnale di preavviso.                                   |
|                    | Aeroporto                                                                | Presegnala la possibilità di improvvisi forti rumori o abbagliamenti dovuti ad aeroplani a bassa quota che atterrano o decollano da un aeroporto o da un aerodromo situato nelle vicinanze.                                                          |
|                    | Vento laterale                                                           | Presegnala la possibilità di forti raffiche di vento laterale. |
|                    | Strada senza uscita                                                      | Indica una strada senza uscita; il segnale è posto all'ingresso della strada in questione. |
|                    | Peso lordo limitato                                                      | Presegnala una restrizione al transito per i veicoli aventi massa effettiva superiore a quella indicata nel segnale. |
|                    | Peso per asse limitato                                                   | Presegnala una restrizione al transito per i veicoli aventi massa per asse superiore a quella indicata nel segnale. |
|                    | Lunghezza limitata                                                       | Presegnala una restrizione al transito per i veicoli aventi lunghezza superiore a quella indicata nel segnale. |